# 渡辺内膳
渡辺 内膳（旧字：渡邉 内膳、わたなべ ないぜん）は、安土桃山時代から江戸時代初期の武将、藤堂家・伊勢津藩の重臣。藤堂内膳家の祖。通称は弥作、掃部ともいい、渡辺掃部としても知られる。諱は宗（はじめ）、家乗とも。のちに藤堂姓を許され、藤堂内膳を名乗る。
渡辺綱の子孫・島川家の出身。兄・渡辺金六と共に藤堂高虎に仕え、江戸時代には2千石の重臣となる。

## 略歴
大和国人・島川専助の末子として誕生した。初めは弥作を名乗る。兄に渡辺金六、島川専助がいる。当初、金六が渡辺家に養子に入ったため、内膳が島川家を継いだ。
天正10年（1582年）頃に藤堂高虎に仕え、山崎の戦いに参陣。兄・金六と共に賤ヶ岳の戦い・小牧・長久手の戦い・紀州征伐や各地の平定戦に従軍し、武名を高める。文禄4年（1595年）慶長の役の南原城の戦いで金六が討死すると、渡辺家を継いだ。その後、関ヶ原の戦いで戦功を上げ、2千石の知行を受ける。このとき掃部と改称する。
慶長16年（1611年）に伊賀上野城普請奉行を勤めると以降、各地の城普請に関わる。慶長19年（1614年）からの大坂の陣に参戦し、冬の陣では侍大将として左先鋒の相備を任される。翌年の夏の陣にも左先鋒の相備となり、八尾の戦いで長宗我部盛親隊との激戦を交わし、数か所に傷を負ったが生還する。
寛永10年（1633年）に津藩2代藩主・藤堂高次より藤堂姓を許され、藤堂内膳と称する。江戸城の普請も勤め上げた。
正保3年（1646年）に死去し、嫡男の宗が跡を継いだ。
以降、藤堂内膳家は幕末まで藩の重役を勤める。なお、4代目渡辺宗武の時に藤堂姓を返上し、渡辺姓に戻る。

## 参考資料
- 深谷克己『津藩』（吉川弘文館、2002年）
- 『高山公実録 上巻』上野市古文献刊行会／編、清文堂出版、1998年
- 藤堂高兌『補註国訳聿脩録』藤堂家編述会／編纂、高山公三百年祭会、1930年
- 『藤堂高虎家臣辞典』佐伯朗
- 『藤堂藩元和先鋒録』藤堂高文（中村勝利・校訂）、三重県郷土資料刊行会